# Nordmøre

Nordmøre ressaltada en vermell.

Nordmøre («Møre del nord», en nòrdic antic: Norðmœri) és un districte tradicional de Noruega que es troba al nord del comtat de Møre og Romsdal. Durant l'era vikinga va constituir el regne independent de Nordmøre.
Nordmøre comprèn onze municipis: Aure, Averøy, Eide, Gjemnes, Halsa, Rindal, Smøla, Sunndal, Surnadal, Tingvoll i Kristiansund, que és la localitat més gran del districte.

## Galeria

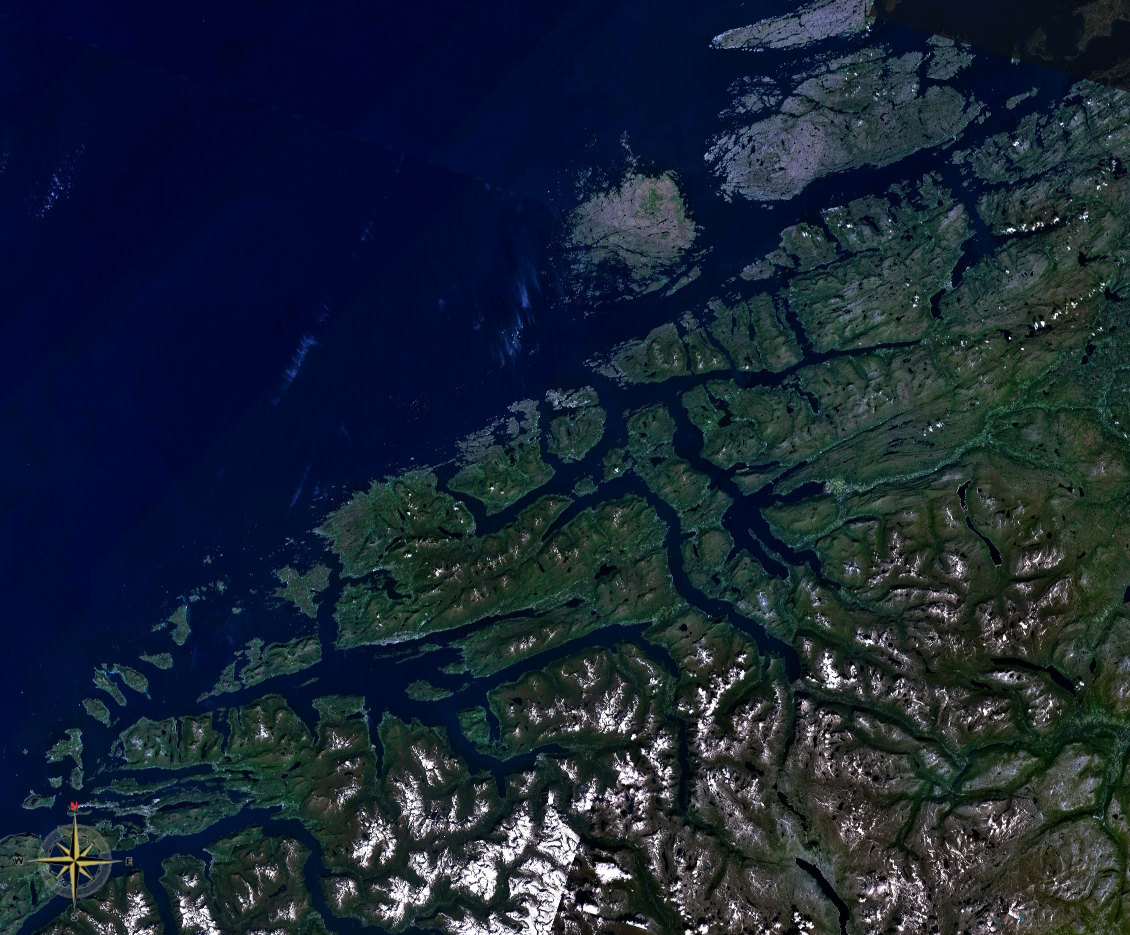
Imatge de satèl·lit de la regió